# Ljudska spolnost
Ovo je članak o ljudskoj spolnoj anatomiji, spolnosti i percepcijama. Za specifične informacije o spolnim aktivnostima vidi ljudsku spolnu aktivnost.
Za spolno ponašanje među ostalim životinjama vidi životinjsku spolnost.
Ljudska spolnost jest ukupnost pojava vezanih s ljudskim spolom i spolnim nagonom, odnosno sposobnost da se dožive erotična iskustva i odgovori. Spolna orijentacija neke osobe može utjecati na njezin spolni interes i privlačnost prema drugim osobama. Spolnost može imati biološke, emocionalne/fizičke ili duhovne aspekte. Biološki aspekt spolnosti odnosi se na reproduktivni mehanizam, ali i osnovni biološki nagon koji postoji u svim vrstama, a pod kontrolom je hormona. Emocionalni ili fizički aspekt seksualnosti odnosi se na vezu koja postoji između pojedinaca, a izražava se putem dubokih osjećaja ili fizičkih manifestacija emocija ljubavi, vjere i brige. Postoji i duhovni aspekt spolnosti pojedinca odnosno veze s drugima. Spolnost utječe na kulturne, političke, pravne i filozofske aspekte života, koji istovremeno utječu na nju samu. Ona se može odnositi na pitanja morala, etike, teologije, duhovnosti ili religije. Neke su kulture opisane kao spolno represivne.
Interes za spolnu aktivnost tipično se povećava kada pojedinac dosegne pubertet. Neki istraživači pretpostavljaju da je spolno ponašanje determinirano genetikom, a ostali tvrde da je oblikovano okolinom. Riječ je o raspravi o prirodi nasuprot odgoju u kojoj netko može definirati prirodu kao one crte ponašanja koje su odgovorne za urođene karakteristike poput instinkata i nagona. Koncept odgoja može se definirati okolišnim faktorima ili vanjskim podražajima koji utječu na ponašanje, emocije i mišljenje. Biološke i fizičke razlike uključuju ciklus ljudskog spolnog odgovora među muškarcima i ženama.
Evolucijske perspektive o ljudskom sparivanju i/ili razmnožavanju, uključujući teoriju spolnih strategija, pružaju dodatnu perspektivu o spolnosti, kao što to čini i teorija socijalnog učenja. Sociokulturni aspekti spolnosti uključuju povijesne razvoje i religijska vjerovanja, uključujući židovske nazore o spolnom užitku unutar braka i kršćanske nazore o izbjegavanju spolnih užitaka. Proučavanje spolnosti također uključuje ljudski identitet unutar društvenih grupa, spolno prenosive infekcije (SPI/SPB) i metode kontrole rađanja.

## Vanjske poveznice
- (engl.) povijest spolnosti
- (engl.) adolescentski vodič kroz spolnost  Arhivirana inačica izvorne stranice od 13. lipnja 2019. (Wayback Machine)
- (engl.) vodič kroz spolnost
- (engl.) ženska spolnost  Arhivirana inačica izvorne stranice od 17. prosinca 2015. (Wayback Machine)
- (engl.) spolni aspekt ljubavi